# Babcock & Wilcox
Babcock & Wilcox Company (B&W) es una empresa multinacional estadounidense que se ocupa del diseño, ingeniería, manufactura, servicio y construcción de equipos de generación de energía eléctrica y sistemas de control de la contaminación para servicios públicos e industrias. Su sección de calderas suministra más de 300.000 megavatios de capacidad instalada en más de 90 países de todo el mundo.

## Historia

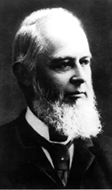
George Herman Babcock (1832-1893), cofundador de la empresa.

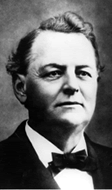
Stephen Wilcox (1830-1893), cofundador de la empresa.

En 1867, en Providence, Rhode Island, Stephen Wilcox y su socio George Herman Babcock patentaron la caldera Babcock & Wilcox, que utilizaba tubos capaces de generar mayores presiones y resultó más eficaz que los diseños existentes.
En 1902, el Metro de Nueva York fue el primero en el mundo alimentado con las calderas de B & W.
Entre 1943 y 1945, B & W colaboró con componentes, materiales y tecnología para el Proyecto Manhattan. Vinculada a la energía nuclear, la empresa también diseñó y fabricó componentes para el USS Nautilus, el primer submarino nuclear, y en 1962 diseñó y equipó los sistemas de reacción del primer reactor de la aviación comercial, el Indian Point, utilizando uranio enriquecido 233.
En 1974, B & W diseñó y construyó los reactores nucleares que estuvieron involucrados en el accidente de Three Mile Island. A pesar de ello, ha continuado desarrollando y perfeccionando reactores nucleares para otras muchas plantas nucleares en todo el mundo.

## Sección en España

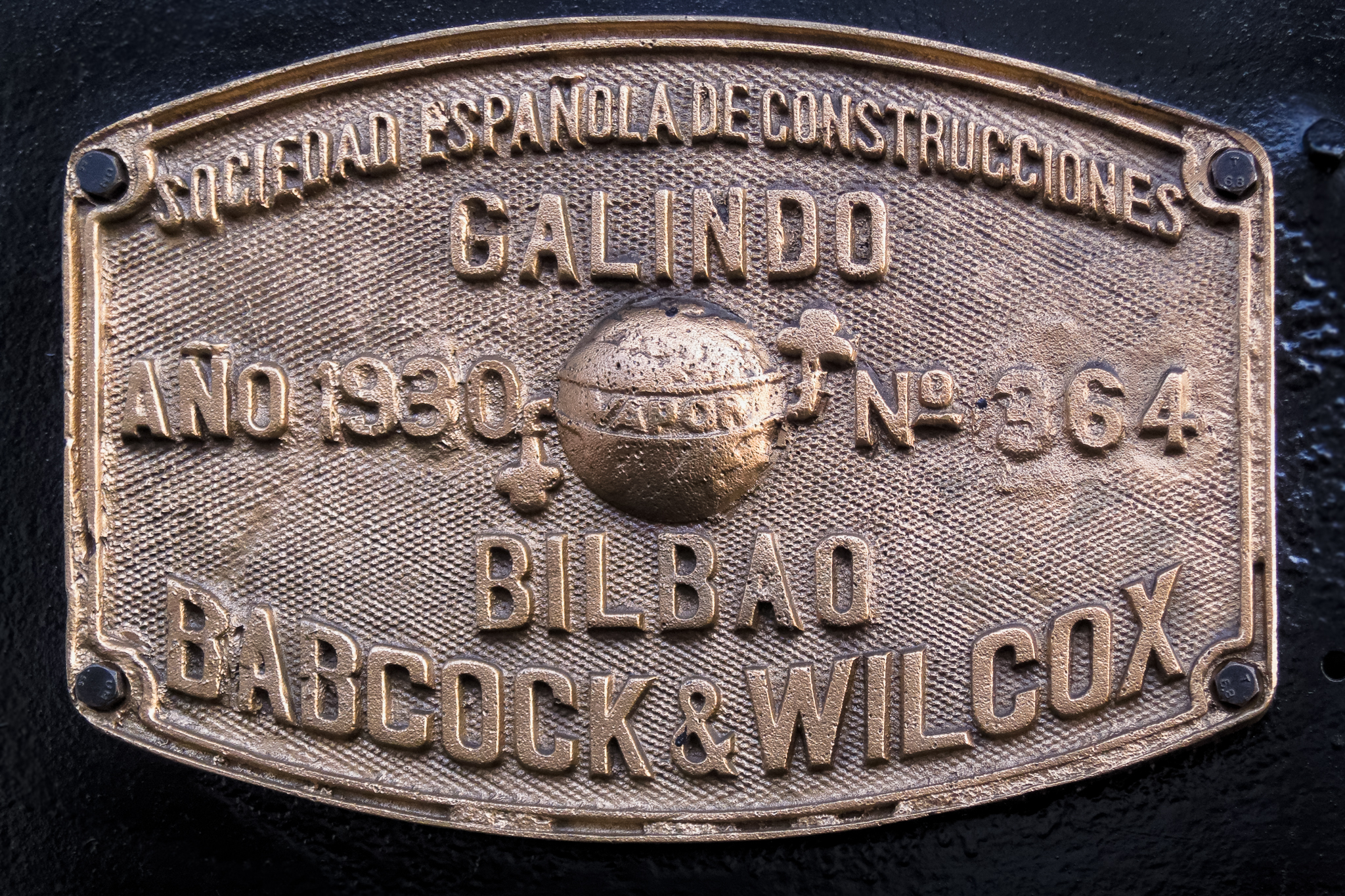
Placa sobre una locomotora Babcock & Wilcox fabricada en la planta de Galindo.

Durante la Primera Guerra Mundial, las dificultades de la Compañía de los Caminos de Hierro del Norte de España para adquirir nuevas locomotoras impulsaron a la empresa ferroviaria a crear una sociedad especializada en la construcción de locomotoras de vapor. Por ello se creó el 1 de marzo de 1918 la Sociedad Española de Construcciones Babcock y Wilcox. Las principales fábricas fueron instaladas en la Vega del Galindo, en Sestao, cerca de Bilbao, en cuyo entorno este grupo ha sido conocido popularmente como la Balco. El complejo de fábricas de Babcock & Wilcox de Galindo ocupó también terrenos pertenecientes a San Salvador del Valle. Además la empresa tuvo minas de hierro y una central térmica de 6000 kW en Galdames.
Norte realizó un primer pedido de 15 máquinas en 1922, según un prototipo inglés. Más tarde, la empresa construyó numerosas unidades modelo 400/4400, y después emprendió la fabricación de locomotoras industriales (para Langreo, Asland y Juntas de Obras de varios puertos), así como, a partir de 1928, locomotoras eléctricas. Después de la guerra civil, Babcock se encargó de reparar 173 locomotoras dañadas durante el conflicto. Babcock, con su entrega a Renfe de la 282 f 0430 el 18 de abril de 1961, fue la última empresa que construyó locomotoras a vapor en España. 

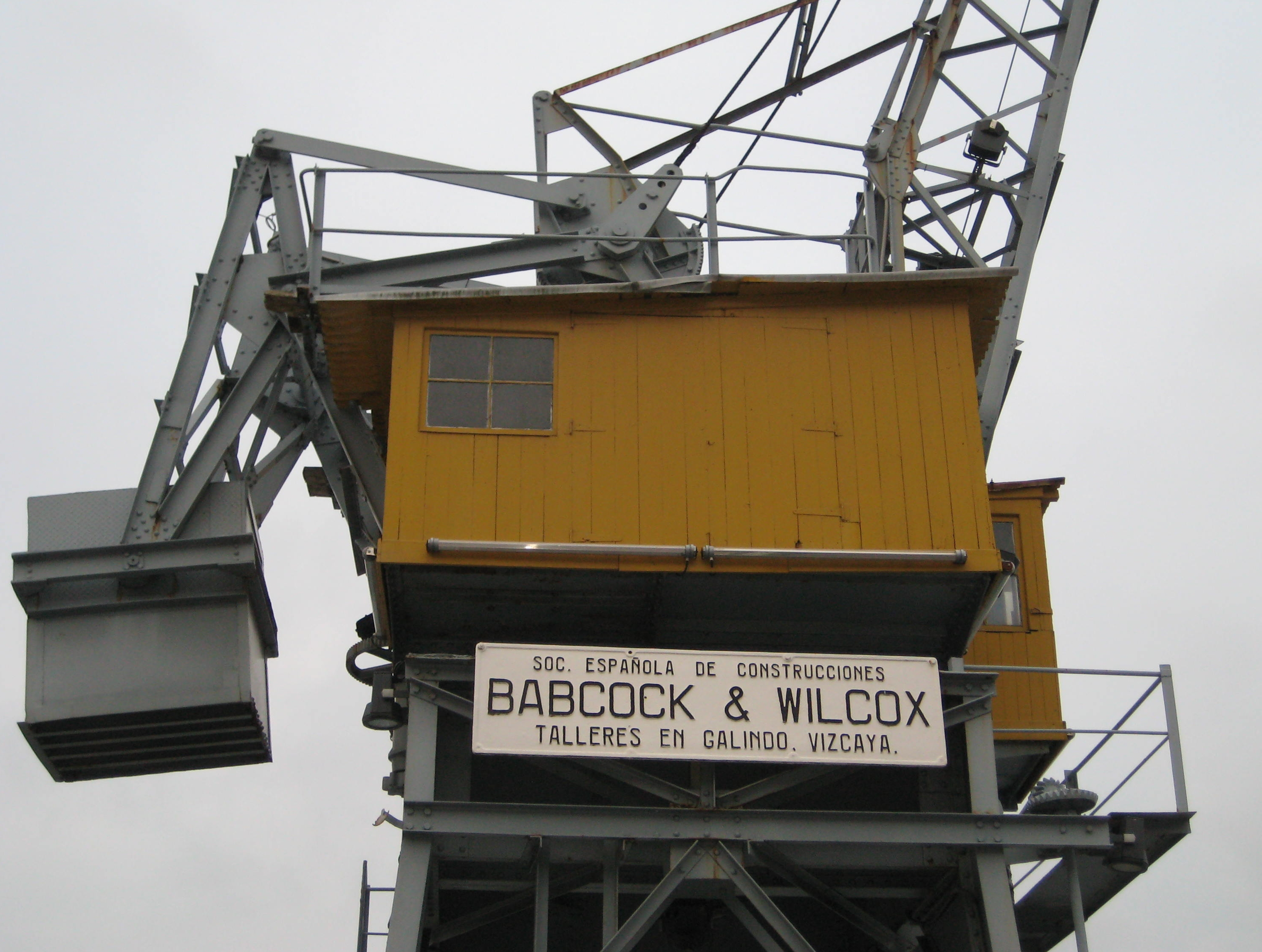
Grúa en el puerto de San Esteban de Pravia, Asturias, para la carga de carbón destinado a la fábrica de la Sociedad Española de Construcciones Babcock & Wilcox en Galindo, Sestao.

Además de locomotoras de vapor y diésel, las plantas de Sestao construyeron calderas de vapor, tubos, turbinas hidráulicas, automotores eléctricos y diésel, motores marinos, engranajes, válvulas y otros equipos. Muchos encargos vinieron del extranjero, pero también de Vizcaya, como las calderas de la central eléctrica de Burceña o estructuras de los puentes levadizos de Deusto y del Ayuntamiento, en Bilbao, la refinería de Petronor en Musques, la  central nuclear de Lemóniz.
Entre 1961 y 1981 el investigador español Gregorio Millán  asumió el puesto de director general de la Sociedad Española de Construcciones Babcock-Wilcox y presidente de Babcock & Wilcox de Portugal.
En 1976 alcanzó su plantilla máxima con 5250 empleados.
La crisis del petróleo de los años setenta provocó una crisis del sector de bienes de equipo, afectando a la Babcock & Wilcox, que suspendió pagos en 1977. Dada su elevada plantilla y la importancia de tenía en otras industrias de la región, el Estado la rescató y el Instituto Nacional de Industria de España se hizo con todas sus acciones en 1983. En 1992, el INI se dividió en empresas sin y con beneficios, y BWE pasó a este último grupo en manos de la sociedad anónima Teneo, tras desgajarse la división de tubos.
La SEPI (Sociedad Estatal de Participaciones Industriales) vendió Babcock Wilcox a Babcock Borsig en octubre de 2001, pero el grupo alemán presentó suspensión de pagos el verano de 2002. En 2004 AE&E; (Austrian Energy & Environment), una compañía del grupo austriaco A-TEC Industries se hace con el 100% de las acciones de Babcock Borsig España, que pasa a denominarse Babcock Power España S.A.
Tras el cierre de la factoría de Sestao, la actividad de Babcock Wilcox Española S.A. (extinta) (filial al 100% de The Babcock & Wilcox Company) se centraba en la construcción llave en mano de centrales térmicas y de ciclo combinado.